# Hysterochelifer afghanicus
Hysterochelifer afghanicus es una especie de arácnido del orden Pseudoscorpionida de la familia Cheliferidae.

## Distribución geográfica
Se encuentra en Afganistán y en Irán.